# Investimentos no Rio de Janeiro (2014 a 2016)
De acordo com o documento Decisão Rio, os principais Investimentos no Rio de Janeiro (2014 a 2016) estão nos seguintes setores:

## Indústria de transformação
- Automotivo
- Autopeças
- Bebidas
- Construção naval
- Farmacêutica
- Máquinas e equipamentos
- Material de transportes
- Metalurgia
- Minerais não-metálicos
- Petroquímico
- Química
- Siderurgia

## Infraestrutura
- Desenvolvimento urbano
- Energia elétrica
- Saneamento básico
- Transporte/logística

## Jogos Olímpicos
- Equipamentos esportivos
- Instalações de apoio

## Pesquisa e desenvolvimento
- Cosméticos
- Petróleo e gás
- Saúde

## Turismo
- Entretenimento
- Hotelaria

## Oportunidades potenciais
- Arco ferroviário
- Base de apoio offshore em Itaguaí
- BF Group
- Grupo EBX
- Linha 3 do metrô
- Porto CSN / Petrobras / Gerdau
- Potencial de exploração do pré-sal
- Retroárea do Porto do Açu
- Trem-bala

## Campos de exploração de petróleo
- Bacia de Campos
- Bacia de Santos

## Pré-sal
- Bem-te-vi
- Caramba
- Carioca
- Franco
- Iara
- Júpiter
- Parati
- Tupi